# Capnodium
Capnodium è un genere di funghi ascomiceti. 

## Specie
- Capnodium annonae
- Capnodium australe
- Capnodium citri
- Capnodium coffeae
- Capnodium elaeophilum
- Capnodium elongatum
- Capnodium fibrosum
- Capnodium hibiscicola
- Capnodium mangiferae
- Capnodium miseptatum
- Capnodium tiliae
- Capnodium walteri